# Рамон Рамірес
Хесус Рамон Рамірес (ісп. Ramón Ramírez, нар. 5 грудня 1969, Тепік) — колишній мексиканський футболіст, півзахисник.

## Клубна кар'єра
У дорослому футболі дебютував 1989 року виступами за команду «Сантос Лагуна», в якій провів п'ять сезонів, взявши участь у 97 матчах чемпіонату.
Своєю грою за цю команду привернув увагу представників тренерського штабу клубу «Гвадалахара», до складу якого приєднався 1994 року. Відіграв за команду з Гвадалахари наступні чотири сезони своєї ігрової кар'єри. Більшість часу, проведеного у складі «Гвадалахари», був основним гравцем команди.
Згодом з 1999 по 2001 рік грав у складі команд клубів «Америка» та «УАНЛ Тигрес».
2001 року повернувся до клубу «Гвадалахара». Цього разу провів у складі його команди три сезони. Граючи у складі «Гвадалахари» також здебільшого виходив на поле в основному складі команди.
Завершив професійну ігрову кар'єру в американському клубі «Чівас США», за який виступав протягом 2005–2007 років.

## Виступи за збірну
1991 року дебютував в офіційних матчах у складі національної збірної Мексики.
У складі збірної був учасником розіграшу Кубка Америки 1993 року в Еквадорі, де разом з командою здобув «срібло», розіграшу Золотого кубка КОНКАКАФ 1993 року у США та Мексиці, здобувши того року титул континентального чемпіона, чемпіонату світу 1994 року у США, розіграшу Кубка Америки 1995 року в Уругваї, розіграшу Кубка Конфедерацій 1995 року у Саудівській Аравії, на якому команда здобула бронзові нагороди, розіграшу Золотого кубка КОНКАКАФ 1996 року у США, здобувши того року титул континентального чемпіона, розіграшу Кубка Конфедерацій 1997 року у Саудівській Аравії, чемпіонату світу 1998 року у Франції, розіграшу Золотого кубка КОНКАКАФ 1998 року у США, здобувши того року титул континентального чемпіона, розіграшу Кубка Америки 1999 року у Прагваї, на якому команда здобула бронзові нагороди, розіграшу Кубка Конфедерацій 1999 року у Мексиці, здобувши того року титул переможця турніру, та розіграшу Золотого кубка КОНКАКАФ 2000 року у США.
Протягом кар'єри у національній команді, яка тривала 10 років, провів у формі головної команди країни 121 матч, забивши 25 голів.

## Титули і досягнення
- Чемпіон Східної конференції МЛС (1):

«Чивас США»: 1997
- Володар Золотого кубка КОНКАКАФ (3):

Мексика: 1993, 1996, 1998
- Володар Кубка Конфедерацій (1):

Мексика: 1999
- Срібний призер Кубка Америки: 1993
- Бронзовий призер Кубка Америки: 1999
- Срібний призер Панамериканських ігор: 1991
- Переможець Ігор Центральної Америки та Карибського басейну: 1990